# Moore Threads
Moore Threads Technology (em chinês:  摩尔线程 ) é uma empresa chinesa de tecnologia especializada na criação de placas de unidades de processamento gráfico (GPU).  A empresa afirma ser a primeira companhia chinesa a lançar placas gráficas de uso doméstico de forma “completa”.

## História
Em outubro de 2020, a empresa foi fundada pelo antigo vice-presidente global e gerente geral da Nvidia na China, Zhang Jianzhong, onde no seu primeiro ano recebeu financiamento de grandes companhias e grupos chineses de tecnologia, como Shenzhen Capital Group, GGV Capital, Sequoia Capital China, ByteDance (dona do TikTok) e Tencent.

## Sanções dos Estados Unidos
Em outubro de 2023, o Departamento de Comércio dos Estados Unidos (DOC) adicionou a empresa à lista de entidades ("Entity List") do Departamento de Indústria e Segurança (BIS) 

## Produtos
Em 31 de março de 2022, anunciou seus primeiros produtos, o MTT S60 para desktops e estações de trabalho, e o MTT S2000 para servidores, baseado na primeira geração MUSA (Moore Threads Unified System Architecture, também conhecida como "苏堤").
Atualmente as placas S80 e S70 conseguiram através de atualizações de drivers ficarem 100% melhores
|                                | MUSA MTT S60                                   | MUSA MTT S2000                         |
| ------------------------------ | ---------------------------------------------- | -------------------------------------- |
| Processo                       | 12 nm                                          | 12 nm                                  |
| Núcleos de GPU MUSA            | 2.048                                          | 4.096                                  |
| Desempenho                     | 6 TFLOPS (taxa de preenchimento de 192 GPix/s) | 12TFLOPS                               |
| VRAM                           | 8 GB LPGDDR4X                                  | 32 GB (tipo de memória não confirmado) |
| Fator de forma                 | Ventilador de slot único                       | Passivo de slot único                  |
| Suporte de API                 | DirectX, Vulkan, OpenGL, OpenGL ES             | DirectX, Vulkan, OpenGL, OpenGL ES     |
| Suporte de sistema operacional | x86/ARM/LoongArch; Windows/Linux               | x86/ARM/LoongArch; Windows/Linux       |
| Suporte de exibição            | DisplayPort 1.4, até 8K                        | DisplayPort 1.4, até 8K                |